# Outthilath Nammakhoth
Outthilath Nammakhoth (* 13. September 1996 in Savannakhet) ist ein laotischer Fußballspieler.

## Karriere

### Verein
Seinen ersten Vertrag unterschrieb Outthilath Nammakhoth beim Erstligisten Hoang Anh Attapeu FC in Attapeu. Hier spielte er von 2014 bis 2015. 2016 wechselte der Torwart nach Vietnam. Hoàng Anh Gia Lai aus Pleiku nahm ihn für ein Jahr unter Vertrag. Hoàng Anh Gia Lai spielte in der Ersten Liga, der V.League 1. In seine Geburtsstadt Savannakhet ging er 2017, wo er einen Vertrag beim Savannakhet FC unterschrieb. Nach einem Jahr verließ er den Club und schloss sich Master 7 FC aus Vientiane an. Der Verein spielte in der höchsten Liga des Landes, der Lao Premier League. Zum Ligakonkurrenten Lao Toyota FC, der ebenfalls in Vientiane beheimatet ist, wechselte er 2019. Mit dem Verein wurde er 2019 Meister. Zur Saison 2020 unterschrieb er einen Vertrag im Nachbarland Thailand beim Erstligaaufsteiger Rayong FC aus Rayong. Für den Erstligisten absolvierte er ein Spiel. Im März 2021 kehrte er nach Laos zurück. Hier schloss er sich für eine Saison dem Erstligisten FC Chanthabouly an. Im Januar 2022 wurde er vom Erstligisten Young Elephants FC unter Vertrag genommen. 2022 gewann er mit den Elephants den Lao FF Cup und die laotische Meisterschaft.

### Nationalmannschaft
Outthilath Nammakhoth spielte von 2017 bis 2018 insgesamt viermal für die laotische A-Nationalmannschaft.

## Erfolge
Lao Toyota FC
- Laotischer Meister: 2019
- Laotischer Pokalsieger: 2019

Young Elephants FC
- Laotischer Meister: 2022
- Laotischer Pokalsieger: 2022